# Alelo

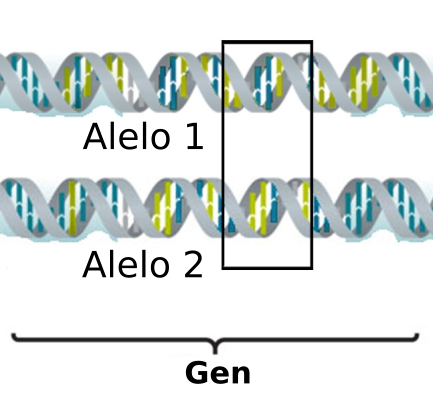
Los genes son secciones del ADN que "codifican" los rasgos físicos. Los genes pueden tener diferentes versiones, o alelos, que darán a distintos individuos rasgos diferentes.

Un alelo o alelomorfo (del griego ἁλλήλως, lit. «de uno para con el otro») es cada una de las formas alternativas que puede tener un mismo gen y que se puede manifestar en modificaciones concretas de la función de éste (producen variaciones en características heredadas como, por ejemplo, el color de ojos o el grupo sanguíneo). Dado que la mayoría de los mamíferos son diploides, poseen dos juegos de cromosomas, uno de ellos procedente del padre y el otro de la madre. Cada par de alelos se ubica en igual locus o lugar del cromosoma.
Por alelo debe entenderse el valor de dominio que se otorga a un gen cuando rivaliza contra otro gen por la ocupación de posición final en los cromosomas durante la separación que se produce durante la meiosis celular. De ese valor de dominación del alelo procreador resultará la trasmisión, idéntica o distinta, de la copia o serie de copias del gen procreado. De acuerdo con esa potencia, un alelo puede ser dominante y expresarse en consecuencia en el hijo solamente con una de las copias procreadoras, por lo tanto si el padre o la madre lo poseen el cromosoma del hijo lo expresará siempre; o bien puede ser un alelo recesivo, por lo tanto se necesitarán dos copias del mismo gen, dos alelos, para que se exprese en el cromosoma procreado, esto es, deberá ser provisto al momento de la procreación por ambos progenitores.
El concepto de alelo se entiende a partir de la palabra alelomorfo (en formas alelas) es decir, algo que se presenta de diversas formas dentro de una población de individuos.

## Etimología
La palabra "alelo" es una forma abreviada de alelomorfo ("otra forma", palabra acuñada por los genetistas británicos William Bateson y Edith Rebecca Saunders), que se utilizó en los primeros tiempos de la genética para describir formas variantes de un gen detectadas como fenotipos diferentes. Deriva del prefijo griego ἀλληλο-, allelo-, que significa "mutuo", "recíproco" o "el uno del otro", que a su vez está relacionado con el adjetivo griego ἄλλος, allos (cognado con el latín alius), que significa "otro".

## Definición en genética mendeliana

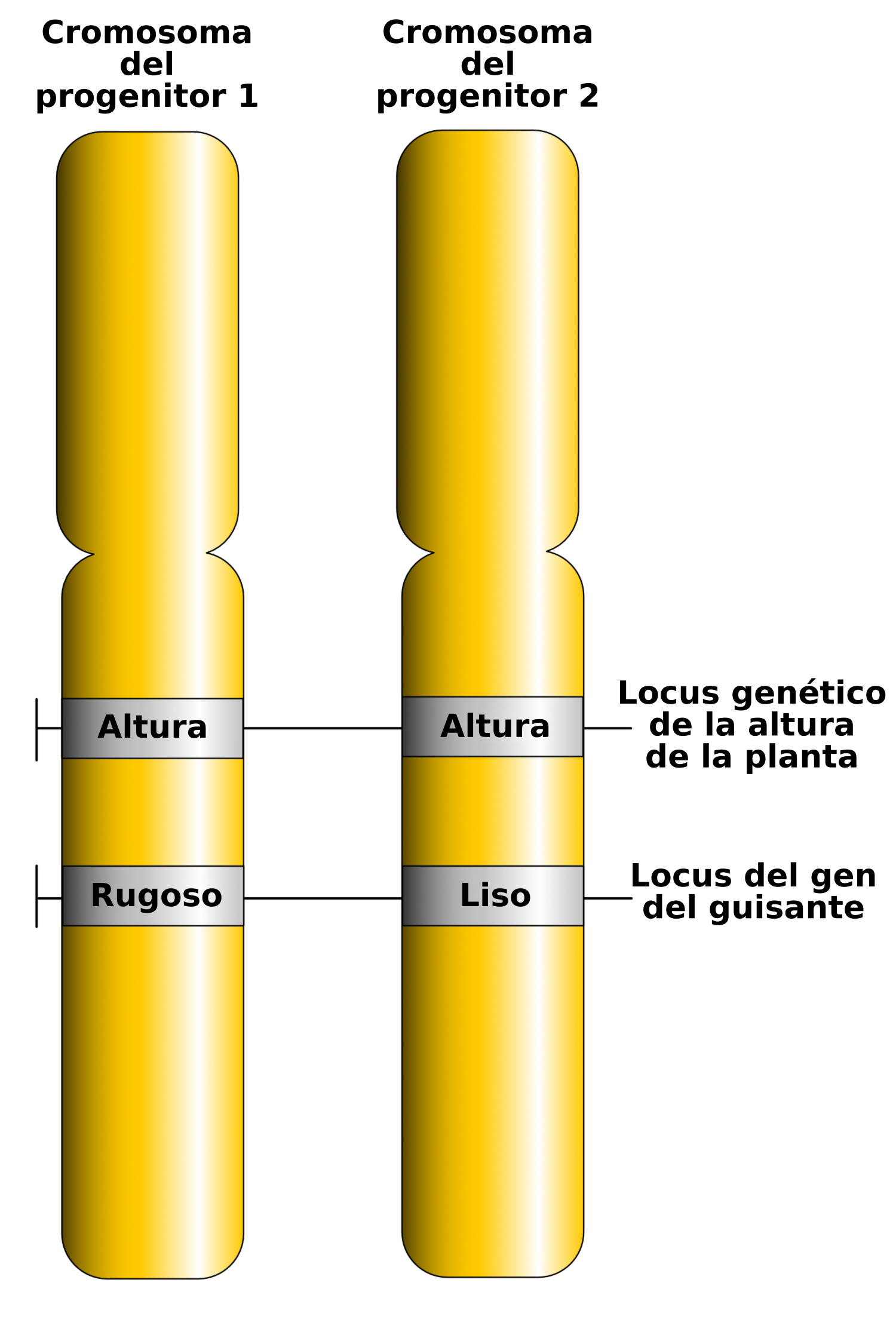
Esquema de dos genes, sus locus y alelos.

Por ejemplo, el gen que regula el color de la semilla del guisante presenta dos alelos: uno que determina el color verde y otro de que determina el color amarillo. Por regla general se conocen varias formas alélicas de cada gen; el alelo más extendido de una población se denomina "alelo normal, salvaje o silvestre", mientras que los alelos correspondientes, es decir, los que se encuentran en la hebra, podrían ser por sí mismos muchos más abundantes, otros más escasos, se conocen como polimorfismos. Así, de forma general, con dos alelos (a1 y a2) podemos tener 3 tipos de combinaciones en diploides:
- dos alelos: a1, a1 (homocigoto para el alelo a1)
- dos alelos: a2, a2 (homocigoto para el alelo a2)
- un alelo a1 y otro a2: (heterocigoto: a1, a2)

## Tipos
Los alelos son formas alternas de un gen, que difieren en secuencia o función. 
Toda característica genéticamente determinada depende de la acción de cuando menos un par de genes homólogos, que se denominan alelos.
- Los alelos que varían en secuencia tienen diferencias en el ADN, como deleciones, inserciones o sustituciones.
- Los alelos que difieren en función pueden tener o no diferencias conocidas en las secuencias, pero se evalúan por la forma en que afectan al organismo.

En función de su expresión en el fenotipo, se pueden dividir en:
- Alelos dominantes: aquellos que aparecen en el fenotipo de los individuos.
- Alelos recesivos: aquellos que no se expresan en el fenotipo de los individuos.[7]

## Alelos que conducen a fenotipos dominantes o recesivos
En muchos casos, las interacciones genotípicas entre los dos alelos de un locus pueden describirse como dominantes o recesivas, según a cuál de los dos fenotipos homocigotos se parezca más el heterocigoto. Cuando el heterocigoto es indistinguible de uno de los homocigotos, el alelo expresado es el que conduce al fenotipo "dominante", y se dice que el otro alelo es "recesivo". El grado y el patrón de dominancia varían de un loci a otro. Este tipo de interacción fue descrita formalmente por primera vez por Gregor Mendel. Sin embargo, muchos rasgos desafían esta simple categorización y los fenotipos se modelan mediante codominancia y herencia poligénica.
El término alelo "salvaje" se utiliza a veces para describir un alelo que se cree que contribuye al carácter fenotípico típico observado en poblaciones "salvajes" de organismos, como la mosca de la fruta (Drosophila melanogaster). Históricamente, se consideraba que un alelo "salvaje" daba lugar a un fenotipo dominante (dominante, siempre expresado), común y normal, en contraste con los alelos "mutantes", que dan lugar a fenotipos recesivos, raros y a menudo deletéreos. Antes se pensaba que la mayoría de los individuos eran homocigotos para el alelo "salvaje" en la mayoría de los loci genéticos, y que cualquier alelo "mutante" alternativo se encontraba en forma homocigota en una pequeña minoría de individuos "afectados", a menudo como enfermedades genéticas, y más frecuentemente en forma heterocigota en "portadores" del alelo mutante. Ahora se sabe que la mayoría o todos los loci genéticos son muy polimórficos, con múltiples alelos, cuyas frecuencias varían de una población a otra, y que gran parte de la variación genética está oculta en forma de alelos que no producen diferencias fenotípicas evidentes. 

## Múltiples alelos
Una población o especie de organismos normalmente incluye múltiples alelos en cada locus entre varios individuos. La variación alélica en un locus se puede medir como el número de alelos (polimorfismo) presentes o la proporción de heterocigotos en la población. Un alelo nulo es una variante genética que carece de la función normal del gen porque no se expresa o la proteína expresada está inactiva.

Tabla que muestra las relaciones entre grupos sanguíneos

Por ejemplo, en el locus genético de los antígenos carbohidratos del grupo sanguíneo ABO en humanos, la genética clásica reconoce tres alelos, IA, IB e i, que determinan la compatibilidad de las transfusiones de sangre. Cualquier individuo tiene uno de los seis genotipos posibles (IAIA, IAi, IBIB, IBi, IAIB, e ii) que producen uno de los cuatro fenotipos posibles: "Tipo A" (producido por los genotipos IAIA homocigoto e IAi heterocigoto), "Tipo B" (producido por los genotipos IBIB homocigoto e IBi heterocigoto), "Tipo AB" producido por el genotipo IAIB heterocigoto, y "Tipo O" producido por el genotipo ii homocigoto. (Ahora se sabe que cada uno de los alelos A, B y O es en realidad una clase de alelos múltiples con secuencias de ADN diferentes que producen proteínas con propiedades idénticas: se conocen más de 70 alelos en el locus ABO. De ahí que un individuo con sangre de "tipo A" pueda ser un heterocigoto AO, un homocigoto AA o un heterocigoto AA con dos alelos "A" diferentes).

## Alelos y frecuencias de genotipos
La frecuencia de alelos en una población diploide se puede utilizar para predecir las frecuencias de los correspondientes genotipos (véase ley de Hardy-Weinberg). Para un modelo simple, con dos alelos:
{\displaystyle p+q=1\,}
{\displaystyle p^{2}+2pq+q^{2}=1\,}
donde p es la frecuencia de un alelo y q es la frecuencia del alelo alternativo, cuya suma da uno. Luego, p2 es la fracción de la población homocigota para el primer alelo, 2pq es la fracción de heterocigotas, y q2 es la fracción homocigota para al alelo alternativo. Si el primer alelo es dominante sobre el segundo, entonces la fracción de la población que mostrará un fenotipo dominante es p2 + 2pq, y la porción con el fenotipo recesivo es  q2.
Para tres alelos:
{\displaystyle p+q+r=1\,} y
{\displaystyle p^{2}+2pq+2pr+q^{2}+2qr+r^{2}=1\,}
En el caso de alelos múltiples en locus diploide, el número de genotipos posibles (G) según un número de alelos (a) se da por la expresión:
{\displaystyle G={\frac {a(a+1)}{2}}}

## Dominancia alélica en los trastornos genéticos
Varios trastornos genéticos se producen cuando un individuo hereda dos alelos recesivos para un rasgo de un solo gen. Entre los trastornos genéticos recesivos se encuentran el albinismo, la fibrosis quística, la galactosemia, la fenilcetonuria (PKU) y la enfermedad de Tay-Sachs. Otros trastornos también se deben a alelos recesivos, pero como el locus del gen está situado en el cromosoma X, de modo que los varones sólo tienen una copia (es decir, son hemicigóticos), son más frecuentes en varones que en mujeres. Algunos ejemplos son el daltonismo rojo-verde y el síndrome del cromosoma X frágil.
Otros trastornos, como la enfermedad de Huntington, se producen cuando un individuo hereda sólo un alelo dominante.

## Epialelos
Mientras que los rasgos hereditarios suelen estudiarse en términos de alelos genéticos, las marcas epigenéticas como la metilación del ADN pueden heredarse en regiones genómicas específicas de ciertas especies, un proceso denominado herencia epigenética transgeneracional. El término epiallele se utiliza para distinguir estas marcas heredables de los alelos tradicionales, que se definen por la secuencia de nucleótidos. En ratones y humanos se ha descubierto una clase específica de epiallele, el epiallele metaestable, que se caracteriza por el establecimiento estocástico (probabilístico) de un estado epigenético que puede heredarse mitóticamente.

## Idiomorfo
El término "idiomorfo", del griego 'morphos' (forma) e 'idio' (singular, único), se introdujo en 1990 en lugar de "alelo" para denotar secuencias en el mismo locus en diferentes cepas que no tienen similitud de secuencia y probablemente no comparten una relación filogenética común. Se utiliza principalmente en la investigación genética de la micología.